# Museo del dulce
El Museo del dulce es un museo privado ubicado en la ciudad de Valladolid, España.
La exposición, que ocupa un espacio de la confitería Cubero, reúne reproducciones a escala hechas en pastillaje de diferentes edificios de la ciudad hechas por el maestro pastelero Enrique Cubero, las cuales presentó a diferentes concursos nacionales e internacionales. Las reproducciones se encuentran dentro de vitrinas con una atmósfera controlada para evitar su degradación.